# S/S Björkfjärden (1925)
S/S Björkfjärden är ett svenskt ångfartyg, sjösatt 1925 under namnet S/S Saltsjön. Hon har under sin långa tid i reguljär passagerartrafik seglat omväxlande antingen i Saltsjön eller i Mälaren och har också i omgångar växlat mellan namnen Saltsjön och Björkfjärden, det sistnämnda efter Mälarens största fjärd.
S/S Saltsjön byggdes 1925 på Eriksbergs Mekaniska Verkstad i Göteborg för Waxholms Nya Ångfartygs AB och gick främst på rutterna Stockholm–Dalarö–Ornö och Stockholm–Öregrund. Fartyget omnämns ofta som den sista skärgårdsångaren av det traditionella slaget. Fartyget var ursprungligen koleldat, men eldas sedan 1966 med dieselolja.
Fartyget har en tvåcylindrig kompoundångmaskin på 490 hästkrafter. Den har en ångpanna av skotsk typ med tre fyrar. Dess högsta hastighet är elva knop.
S/S Saltsjön har haft flera ägare. I slutet av 1960-talet köptes hon av Strömma Kanalbolaget, renoverades och döptes om till S/S Björkfjärden. Under ett antal år seglade hon på traden Stockholm–Strängnäs. År 1977 köptes hon av ångbåtsentusiasten Torbjörn Svenssons Ångfartygs AB Saltsjön. Åren 1978–1983 gick hon på rutten Stockholm–Björkö/Birka.
Fartyget hette mellan 1970 och 1994 S/S Björkfjärden. År 1994 fick hon tillbaka det ursprungliga namnet S/S Saltsjön.
År 2005 blev fartyget k-märkt. Hon har inte varit i reguljär trafik sedan år 2006. Hennes förtöjningsplats var under många år vid Gustav III:s staty nedanför Stockholms slott, där även S/S Blidösund är förtöjd, och under senare år i Hammarbyhamnen.
Swecox International AB köpte S/S Saltsjön 2011 och i juni 2019 såldes hon vidare till Walleniusrederierna. S/S Saltsjön seglade för första gången på åtta år den 23 november 2019, i samband med Walleniusrederiernas 85-årsjubileum.
Fartyget har genomgått en omfattande renovering och döptes om 2020 till sitt tidigare namn Björkfjärden. Walleniusrederierna avser att använda Björkfjärden för aktiviteter såsom möten och konferenser inom rederierna och bolag inom koncernen, hon kommer inte att vara öppen för allmänheten. Hon ligger förtöjd vid Norr Mälarstrand i Stockholm, men kommer eventuellt att på sikt flyttas till Tappström på Ekerö.

## Bildgalleri

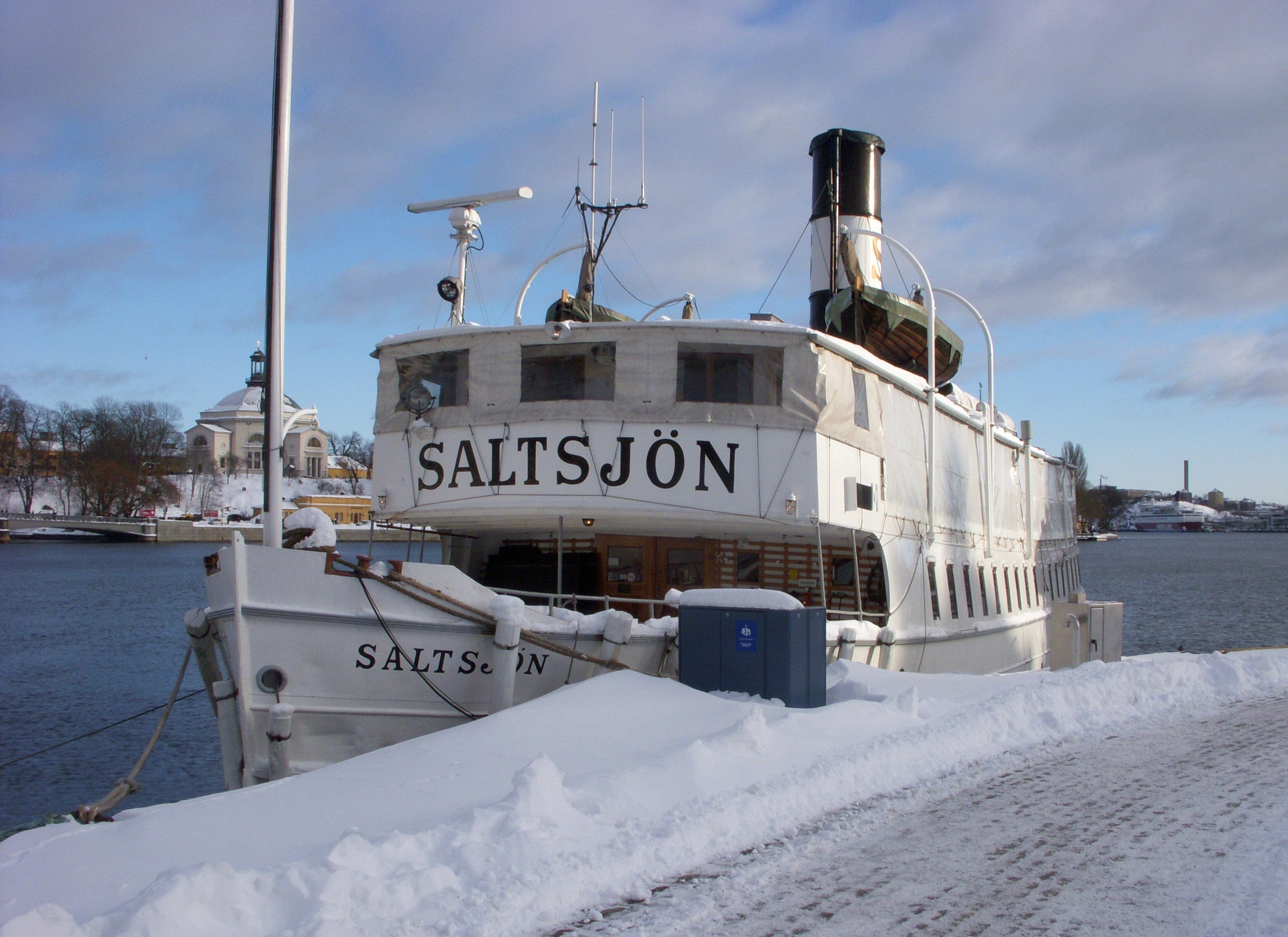
S/S Saltsjön vid Skeppsbron i Stockholm, 2011
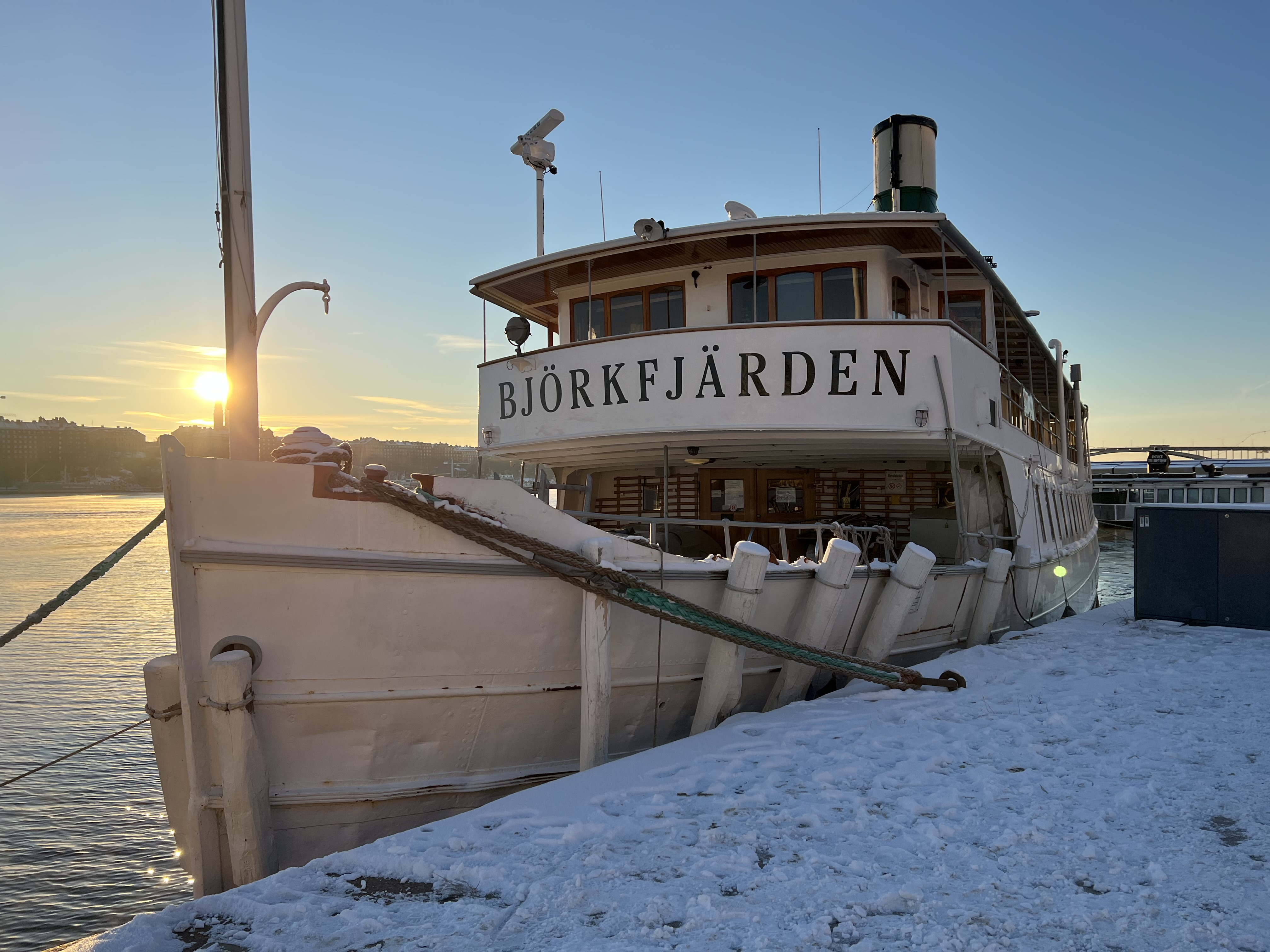
S/S Björkfjärden vid Norr Mälarstrand i Stockholm, 2021
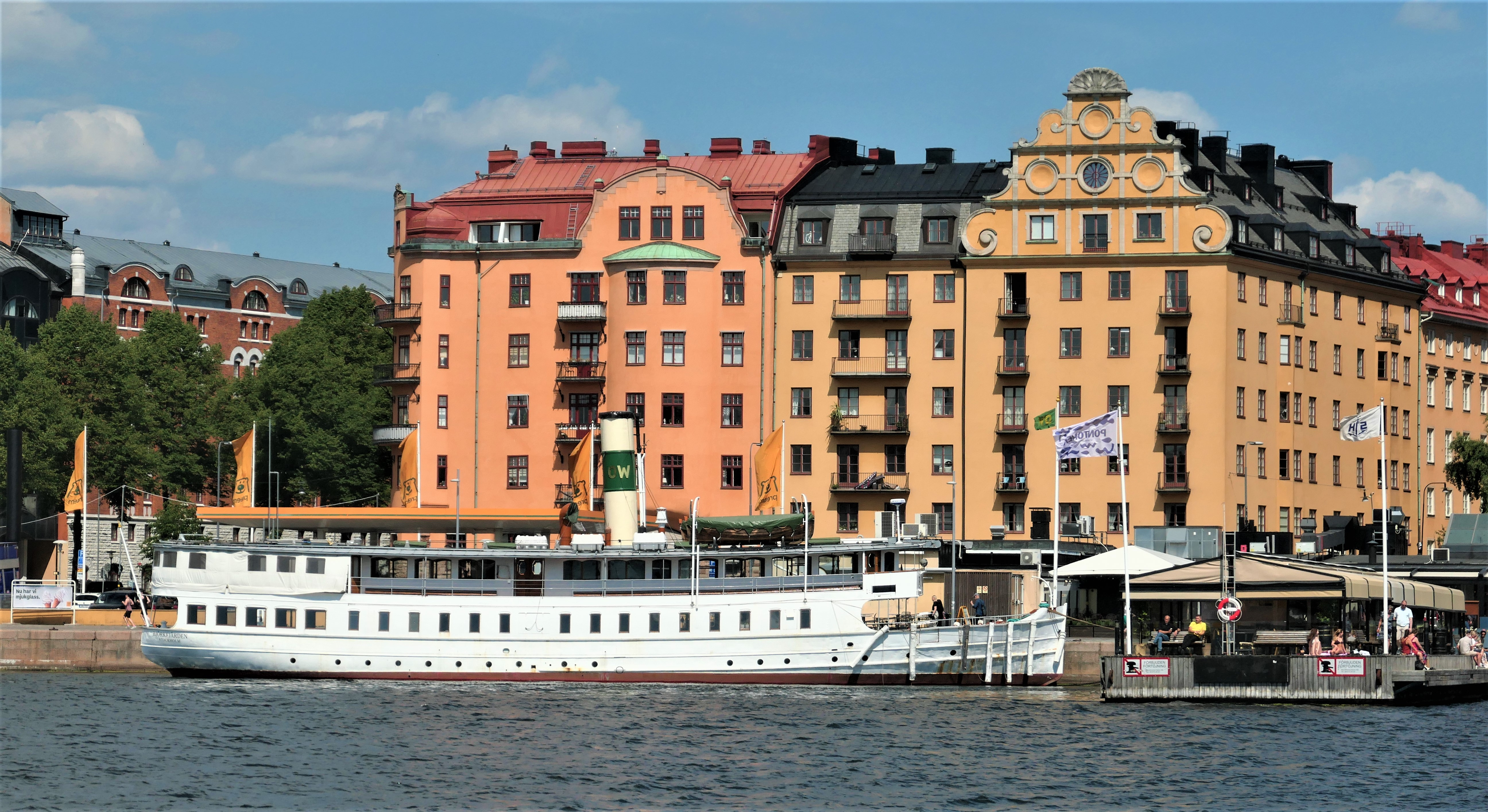
S/S Björkfjärden förtöjd vid Norr Mälarstrand i Stockholm, 2023
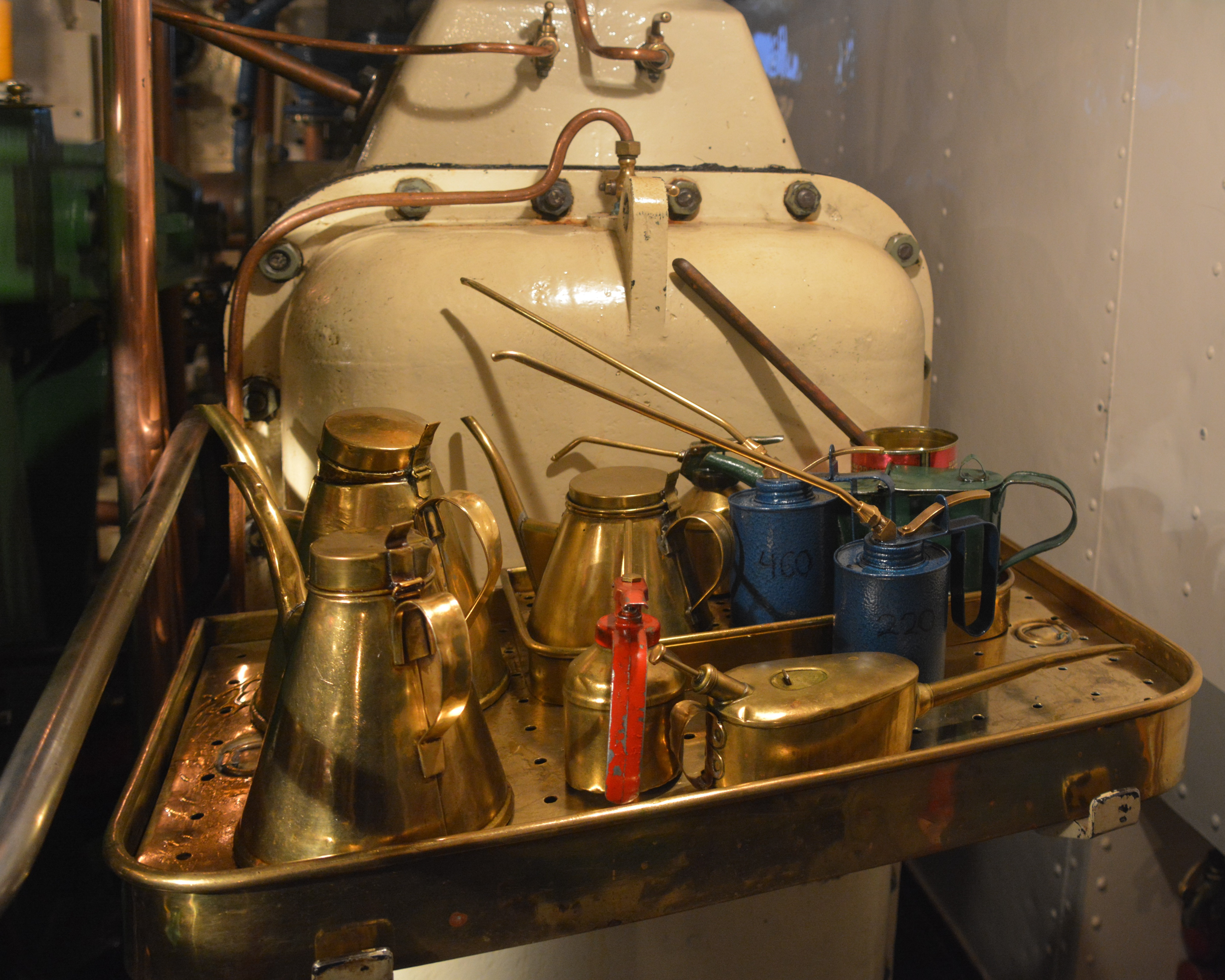
Oljekannor i maskinrummet, 2019